# Новый Выселок (Глобинский район)
Новый Выселок (укр. Новий Виселок) — село,
Обозновский сельский совет,
Глобинский район,
Полтавская область,
Украина.
Код КОАТУУ — 5320685805. Население по переписи 2001 года составляло 36 человек.
До Войны Новый Поселок

## Географическое положение
Село Новый Выселок находится на правом берегу реки Омельник,
выше по течению на расстоянии в 2,5 км расположено село Пустовойтово,
ниже по течению примыкает село Обозновка,
на противоположном берегу — село Заречное.
На реке небольшая запруда.